# Chanchoquín Chico
Chanchoquín Chico, es una localidad agrícola chilena ubicada en la Provincia del Huasco, Región de Atacama. De acuerdo a su población es una entidad que tiene el rango de caserío. Se encuentra localizado en el Valle de El Tránsito en la margen norte del Río El Tránsito, junto a la Quebrada de La Totora.

## Historia
Los antecedentes históricos de este poblado son escasos. Sin embargo, su nombre se origina en un pequeño cerro que se encuentra a las espaldas de este poblado y que hoy es utilizado para las antenas de comunicaciones.
Antiguamente existía un camino tropero que unía a esta localidad con el Río Manflas en el Valle de Copiapó a través de la Quebrada de La Totora. 
En la Quebrada de Chanchoquín (antiguo nombre de la Quebrada La Totora) existían vertientes y escombros de las ruinas de una antigua población indígena y da acceso a mineral del mismo nombre.
En 1899 se describe esta quebrada.

Chanchoquín (Quebrada de).-—Se abre en el departamento de Vallenar en la serranía de su extremidad nordeste, y baja hacia el SO. por entre cerros pelados á desembocar en la margen norte del riachuelo de los Naturales, poco más abajo de la aldea del Tránsito.
 Francisco Astaburuaga, 1899

Hasta hace pocos años era utilizado por comunidades trashumantes para llevar su ganado caprino a tierras más altas durante el verano. El avance de la aridez en la Quebrada durante los años '20 generó un despoblamiento de ese sector. 
Este sector albergó la Hacienda Armidita, perteneciente a Nicolás Naranjo quien hizo construir un canal de riego que hoy marca el paisaje entre El Portillo y esta localidad.
En 1923 después del terremoto de 1922 se formó un grupo de bailes chinos en Chanchoquín por Manuel Campusano.  Se realizaba una procesión religiosa hasta la cumbre del cerro Chanchoquín acompañada de los bailes chinos, pero después de 3 años no continuó. 
En 1986 se construyó una gruta dedicada a Santa Bernardita, la que posteriormente se convirtió en Capilla. Fue bendecida por Monseñor  Fernando Ariztía el 20 de abril de 1986.
Desde Chanchoquín Chico se puede acceder actualmente a extensos cultivos de uva de mesa, a una cantera de mármol (Mina Gabriela) y al mineral de cobre de El Morro, localizado en la parte alta de la cordillera. Igualmente es uno de los accesos a la propiedad de la comunidad agrícola Los Huascoaltinos.

## Turismo
La localidad de Chanchoquín Chico accede a la Quebrada de La Totora, un antiguo asentamiento agrícola que fue despoblado cuando se inició su proceso de sequía.
Esta Quebrada guarda muchos vestigios antropológicos y arqueológicos como antiguas casas de piedra, corrales y un sector con abundantes petroglifos, todos ellos celosamente resguardados por la comunidad Huascoaltina.
Al igual que la Quebrada de Pinte, La Totora presenta una gran cantidad de formaciones geológicas y afloramientos paleontológicos que marcan el paisaje con bellos colores.
En el villorrio de Chanchoquín Chico existen hermosos predios agrícolas con árboles frutales. Se conoce por su producción de melones y antiguamente era un punto importante para extracción de camarones de río.

## Accesibilidad y transporte
El Poblado de Chanchoquín Chico se ubica a 25 km al interior del poblado de Alto del Carmen, capital de la comuna y a 70 km al este de la ciudad de Vallenar sobre la Ruta C-498 que conduce a El Tránsito y próximo al poblado de Chanchoquín Grande.
El camino de la Quebrada de La Totora, es un camino de tierra de uso poco frecuente, por lo que solo es recomendable acceder en vehículos de doble tracción.
Existe transporte público diario a través de buses de rurales desde el terminar rural del Centro de Servicios de la Comuna de Alto del Carmen, ubicado en calle Marañón 1289, Vallenar.
Si viaja en vehículo propio, no olvide cargar suficiente combustible en Vallenar antes de partir. No existen puntos de venta de combustible en la comuna de Alto del Carmen.
A pesar de la distancia, es necesario considerar un tiempo mayor de viaje, debido a que la velocidad de viaje esta limitada por el diseño del camino. Se sugiere hacer una parada de descanso en el poblado de Alto del Carmen para hacer más grato su viaje.
El camino hasta Chanchoquín Chico (Ruta C-495 y C-498) son transitables durante todo el año, sin embargo es necesario tomar precauciones en caso de eventuales lluvias en invierno.

## Alojamiento y alimentación
En la comuna de Alto del Carmen existen pocos servicios de alojamiento formales en Alto del Carmen y en Chanchoquín Grande, se recomienda hacer una reserva con anticipación.
Próximo a Chanchoquín existen algunos servicios de alojamiento rural en casas de familia en proceso de formalización.
En las proximidades no hay servicios de Camping, sin embargo se puede encontrar algunos puntos rurales con facilidades para los campistas en Chanchoquín Grande.
Los servicios de alimentación son escasos, existiendo en Alto del Carmen, Chanchoquín Grande y en El Tránsito algunos restaurantes.
En muchos poblados como en Chanchoquín Chico hay pequeños almacenes que pueden facilitar la adquisición de productos básicos durante su visita.

## Salud, conectividad y seguridad
El poblado de Chanchoquín Chico cuenta con servicio de electricidad, iluminación pública y red de agua potable rural.
En los poblados de Alto del Carmen y de  El Tránsito existen Postas Rurales dependientes del Municipio de Alto del Carmen. y Retenes de Carabineros de Chile.
Al igual que muchos poblados de la comuna, Chanchoqín Chico cuenta con servicio de teléfonos públicos rurales, existe además señal para teléfonos celulares.
El municipio cuenta con una red de radio VHF en toda la comuna en caso de emergencias.